# Civis Romanus sum
Civis Romanus sum est une expression latine signifiant « je suis citoyen romain ».

## Origine et définition
On doit cette phrase à Domitius Ulpianus (Ulpien), originaire de Tyr. Ulpien devait être issu d'une famille provinciale jouissant depuis assez longtemps du droit de cité romain.
Celui qui énonce ces mots rappelle les droits et devoirs attachés à la qualité de citoyen romain.

## Utilisation
Cette phrase apparaît tout particulièrement dans un célèbre passage du In Verrem de Cicéron (2e action, livre V, paragraphe 62) :

« Ensuite il [Verres] commande qu'il soit saisi et frappé par tous les licteurs à la fois. Juges, un citoyen romain était battu de verges au milieu du forum de Messine ; aucun gémissement n'échappa de sa bouche, et parmi tant de douleurs et de coups redoublés, on entendait seulement cette parole : « Je suis citoyen romain ». Il croyait par ce seul mot écarter tous les tourments et désarmer ses bourreaux. Mais non ; pendant qu'il réclamait sans cesse ce titre saint et auguste, une croix, oui, une croix était préparée pour cet infortuné, qui n'avait jamais vu l'exemple d'un tel abus du pouvoir. »

— Cicéron, traduction D. Nisard
Tite-Live (Histoire romaine, II, 12, 9-14) fait aussi prononcer cette formule à Caius Mucius Scaevola. Celui-ci, au cours de la guerre contre Porsenna, vient de pénétrer dans le camp de l'ennemi et de poignarder le secrétaire du roi étrusque, croyant assassiner celui-ci. Arrêté, il est mené devant Porsenna et commence ainsi son discours :

« Je suis, dit-il, un citoyen romain. On me nomme Caius Mucius. (« Romanus sum, inquit, civis. C. Mucium vocant. ») »

Les prisonniers en particulier pouvaient demander à bénéficier d'un traitement favorable en vertu de leur condition de citoyen romain. Paul de Tarse, mis en état d'arrestation, demande ainsi à être jugé à Rome, par l'empereur, en tant que citoyen. Il y est alors conduit escorté de soldats et chargé de chaînes (cf. Ac 22,27, mais Paul n'y utilise pas explicitement la formule, répondant plutôt, à la question « Dis-moi, es-tu un Romain », simplement « Oui »).
Cette formule fut citée par Lord Palmerston lors de l'affaire dite « Don Pacifico ». Le Foreign Secretary demandait que chaque citoyen britannique soit assuré de trouver la protection du Royaume-Uni en toute occasion, comme les Romains l'étaient de trouver celui de la République. De même, John Fitzgerald Kennedy fit référence à cette locution lors du célèbre discours prononcé à Berlin en 1963 (« Ich bin ein Berliner » faisait référence à « Civis Romanus sum »)[réf. nécessaire].